# Distrito de Cuenca (Huarochirí)

Provincia de Huarochirí en el Departamento de Lima, Perú

El distrito de Cuenca es uno de los treinta y dos que conforman la provincia de Huarochirí en el departamento de Lima, en el Perú.
Dentro de la división eclesiástica de la Iglesia Católica del Perú, pertenece a la Vicaría IV de la Diócesis de Chosica.

## Historia
El distrito fue creado mediante Ley n.º 8074 del 5 de abril de 1935, durante el gobierno del Presidente Óscar R. Benavides, mediante de división y desaparición del distrito de San José de los Chorrillos, a favor de los distritos de Cuenca y Antioquia.

## Geografía
Abarca una superficie de 60,02 km² el 1.1% del territoria de la provincia de Huarochiri y tiene una población de 392 habitantes según censo del 2007.  
Su capital es la ciudad de San José de los Chorrillos, ubicada sobre los 2 673 m s. n. m. y formada por 105 viviendas.

## División administrativa
El distrito cuenta con una población total de 392 habitantes, 275 viviendas distribuidos en 39 centros poblados.

### Centros poblados
| Centro poblado             | Categoría           | Altitud | Población | Viviendas |
| -------------------------- | ------------------- | ------- | --------- | --------- |
| San José de los Chorrillos | Pueblo              | 2673    | 90        | 105       |
| Lanchi                     | Anexo               | 3050    | 111       | 69        |
| San Martín de Orcocoto     | Anexo               | 1871    | 65        | 28        |
| RÍo Seco                   | Unidad Agropecuaria | 1903    | 25        | 8         |

## Economía
Destaca por su agricultura de frutales: manzana y membrillo, leguminosas: habas y alverjas, ganadería ovina y caprina. Cuenta con servicios de restaurantes y hospedajes para los visitantes.

## Salud

### Postas médicas
- Lanchi (I-1), Calle Lima, plaza principal s/n
- San José de los Chocrrillos (I-1), plaza principal s/n
- San Martín de Orcocoto (I-1), plaza principal s/n

## Educación

### Instituciones educativas
- IE

## Autoridades

### Municipales
- 2019 - 2022[3]
  - Alcalde: Linder Yanavilca Cuéllar, de Alianza Lima ⇒ en las buenas y malas.
  - Regidores:

  1. Ene Almeida Salsavilca Solano (Alianza para el Progreso)
  2. Beatriz Magali Yanavilca Evangelista (Alianza para el Progreso)
  3. Paulo César Yanavilca Yanavilca (Alianza para el Progreso)
  4. Alex Yonnhy Ramos Melo (Patria Joven)
  5. Elsa Yanavilca Macazana (Partido Democrático Somos Perú)

Alcaldes anteriores
- 2015-2018: Luis Augusto Rosado Evangelista, Partido Democrático Somos Perú (SP).
- 2011-2014: Mesías Yanavilca Yanavilca, Movimiento Concertación para el Desarrollo Regional (CDR).[4]
- 2007-2010:[5] Mesías Yanavilca Yanavilca, Partido Siempre Unidos.
- 2003-2006: Cresencio Ramos Marcos, Partido Perú Posible.
- 1999-2002: Julio Alfonso Castro Melo, Movimiento independiente Vamos Vecino.
- 1996-1998: Marcos Evangelista Valeriano, Lista independiente n.º 5 Reconstrucción Huarochirana.
- 1993-1995: Marcos Evangelista Valeriano, Lista independiente Cambio 93.
- 1990-1992:  Mesías Yanavilca Yanavilca, Alianza Izquierda Unida.
- 1987-1989: Feliciano Chuquiure Cuéllar, Partido Aprista Peruano.
- 1985-1986: Cresencio Ramos Marcos, Partido Acción Popular.
- 1981-1983: Cresencio Ramos Marcos, Lista independiente n.º 22.

### Policiales
- Comisaría de Cuenca
  - Comisario: Mayor PNP.[6]